# Апостол Пётр
Апо́стол Пётр (Си́мон, сын Ио́нин Ки́фа, сир. ܫܡܥܘܢ ܒܪܗ ܕܝܘܢܐ ܟܐܦܐ, др.-греч. Σιμων Βαριωνα Πετρος (Κηφᾶς), лат. Simon Bar Iona Petrus (Cephas); умер около 67 года в Риме) в христианстве — один из двенадцати апостолов (ближайших учеников) Иисуса Христа. Вместе с апостолом Павлом называется «первоверховным апостолом». Святой Православной и Католической церквей; память — 12 июля (православие), 29 июня (католицизм, а также Поместные Православные церкви, живущие по новоюлианскому календарю). В Католической церкви — первый папа римский.
Художественно-символически изображается с ключами от рая, стражем которого является, с седыми недлинными волосами и бородой, в жёлто-синем облачении.

## Апостол в Священном Писании (Новый Завет)

### Евангелия

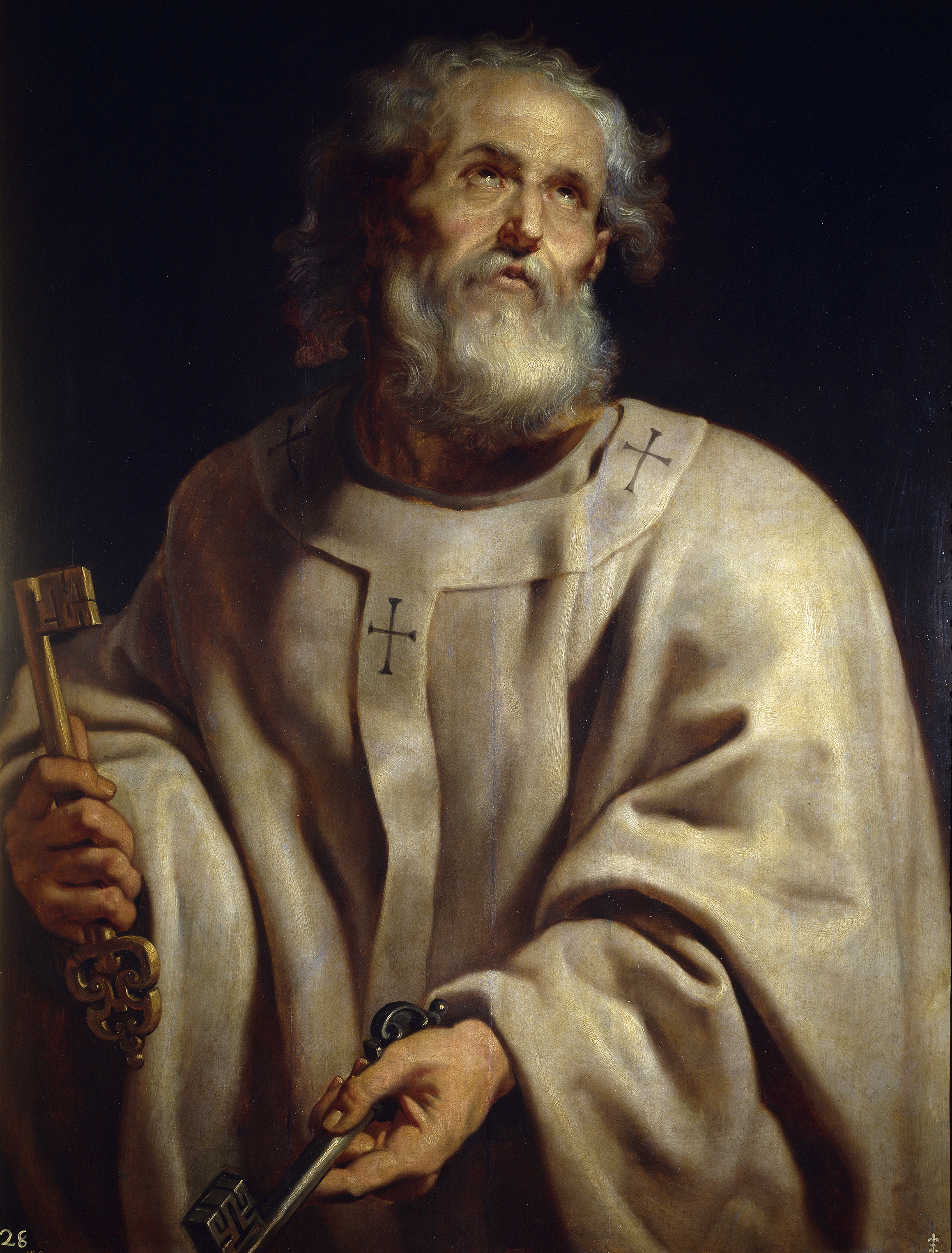
Рубенс, «Апостол Пётр»

Родился в Вифсаиде Галилейской (где властвовал тетрарх Римской империи Ирод Антипа), в семье простого рыбака Ионы. Первоначальное имя апостола было Симон. Прозвище «Пётр» (πετρος, от πετρα — «камень») возникло от арамейского прозвища «Ки́фа» (ܟܐܦܐ — «камень, скала»), которое ему дал Иисус Христос. Он был женат (в Евангелиях упомянута лишь его тёща (Мф. 8:14; Мк. 1:30; Лк. 4:38)) и работал рыбаком вместе со своим братом Андреем.
Встретив Петра и Андрея, Иисус сказал: «Идите за Мной, и Я сделаю вас ловцами человеков» (Мф. 4:19).
Став учеником Иисуса Христа, он сопутствовал Ему во всех путях Его земной жизни. Пётр был одним из любимых учеников Иисуса. На вопрос Иисуса ученикам, что они о Нём думают, Пётр сказал, что Он есть «Христос, Сын Бога живого». В ответ Иисус произнёс: 

Я говорю тебе: ты — Пётр, и на сём камне Я создам Церковь Мою, и врата ада не одолеют её; и дам тебе ключи Царства Небесного: и что свяжешь на земле, то будет связано на небесах, и что разрешишь на земле, то будет разрешено на небесах.
— Мф. 16:18—19

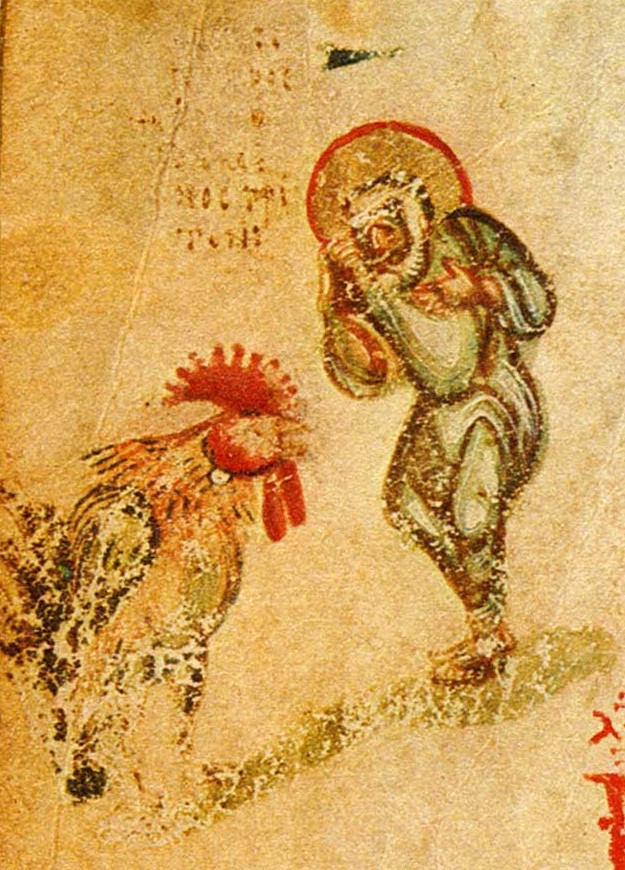
Апостол Пётр и петух. Хлудовская псалтырь, ок. 850 года

По характеру Пётр был очень живой и вспыльчивый, именно он пожелал идти по воде, чтобы подойти к Иисусу, на Тайной вечере обещал, что не отречётся от Иисуса Христа, именно он отрубил ухо Малху, рабу первосвященника, в Гефсиманском саду (Ин. 18:10).
В ночь после ареста Иисуса Пётр, как и предсказывал Иисус (Мф. 26:34—35), проявил слабость и, боясь навлечь на себя гонения, трижды отрёкся от Него прежде, чем пропел петух (см. также раба придверница). Но позже Пётр искренне покаялся и был прощён Господом.
Вместе с апостолами Иаковом и Иоанном присутствовал на горе Фавор, когда совершилось преображение Иисуса.

### Деяния апостолов

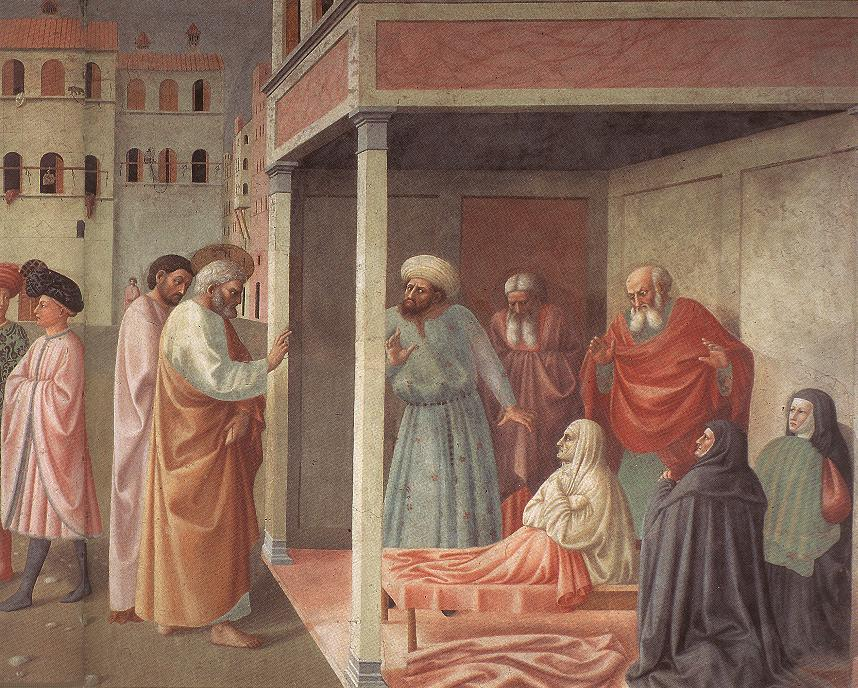
Апостол Пётр, воскрешающий Тавифу (фреска Мазолино в капелле Бранкаччи)

Апостол Пётр многократно упоминается в первой части книги Деяний апостолов (главы 1—15). В последующих главах он не упоминается вовсе, они посвящены исключительно миссионерским путешествиям апостола Павла. В первой части Деяний Пётр играет главную роль. В Деяниях описывается, как апостол Пётр проповедовал с такой силой, что разом обращал ко Христу до пяти тысяч человек, исцелял больных и воскрешал умерших. Люди настолько почитали его, что выносили больных прямо на улицы, чтобы хотя бы тень апостола Петра осенила их (Деян. 5:15). В Иоппии апостол Пётр воскресил умершую христианку Тавифу (Деян. 9:36—43).
Основные эпизоды Деяний с участием апостола Петра:
- речь перед коллегией апостолов о необходимости избрания двенадцатого апостола на место предателя Иуды (Деян. 1:15—22);
- проповедь перед иудеями в день Пятидесятницы (Деян. 2:14—40);
- исцеление хромого и проповедь народу (Деян. 3:1—26);
- речь перед начальниками и старейшинами (Деян. 4:8—23);
- эпизод с Ананией и Сапфирой (Деян. 5:1—11);
- ответ перед синедрионом (Деян. 5:18—32);
- эпизод с Симоном Волхвом (Деян. 8:14—25);
- посещение Петром Лидды и Иоппии, чудесные деяния (Деян. 9:32—43);
- Пётр и сотник Корнилий, а также принятие первых язычников в Церковь (Деян. 10:9—48);
- упрёки от обрезанных, Пётр оправдывает принятие бывших язычников (Деян. 11:2—18);
- арест апостола Петра царём Иродом, чудесное спасение (Деян. 12:3—17);
- Апостольский собор (Деян. 15:6—21).

Арестованный в 42 году н. э. по приказу Ирода Агриппы I, царя Иудеи, Пётр был заточён в тюрьму в Иерусалиме, откуда спустя несколько дней с помощью ангела Господня спасся, как о том повествуют Деяния апостолов (Деян. 12:8—12). В 49 году н. э. принимал участие в Апостольском соборе в Иерусалиме, на котором с другими апостолами, в том числе с апостолом Павлом из Тарса, был согласован вопрос о том, как следует поступать по отношению к язычникам, желающим вступить в христианские общины.

### Послания апостола Петра
В церковной традиции Пётр считается автором двух Соборных посланий, вошедших в Новый Завет — Первого послания Петра и Второго послания Петра. Однако взгляд библеистов на авторство этих посланий весьма различен. Если Первое послание безусловно признавалось ранней Церковью подлинным посланием апостола Петра и многократно цитировалось раннехристианскими авторами, то принадлежность Второго послания перу апостола вызывала сомнения ещё в самые ранние времена. В настоящее время большинство учёных отвергает авторство Петра для этого Послания и считает его более поздним псевдоэпиграфическим произведением.

## Апостол в Священном Предании
Согласно Священному Преданию, апостол Пётр проповедовал Евангелие в разных странах и при этом совершал великие чудеса — воскрешал мёртвых, исцелял больных и немощных, возглавил коллегию двенадцати апостолов. Согласно Иерониму Стридонскому, 25 лет занимал пост первого епископа Рима (43—68 годы н. э.).
Антиохийская православная церковь (Римский православный патриархат Антиохии и всего Востока) ведёт патриархальный (епископальный) ряд от апостола Петра, который, по преданиям, вместе с апостолом Павлом основал её в 34 году в Антиохии.

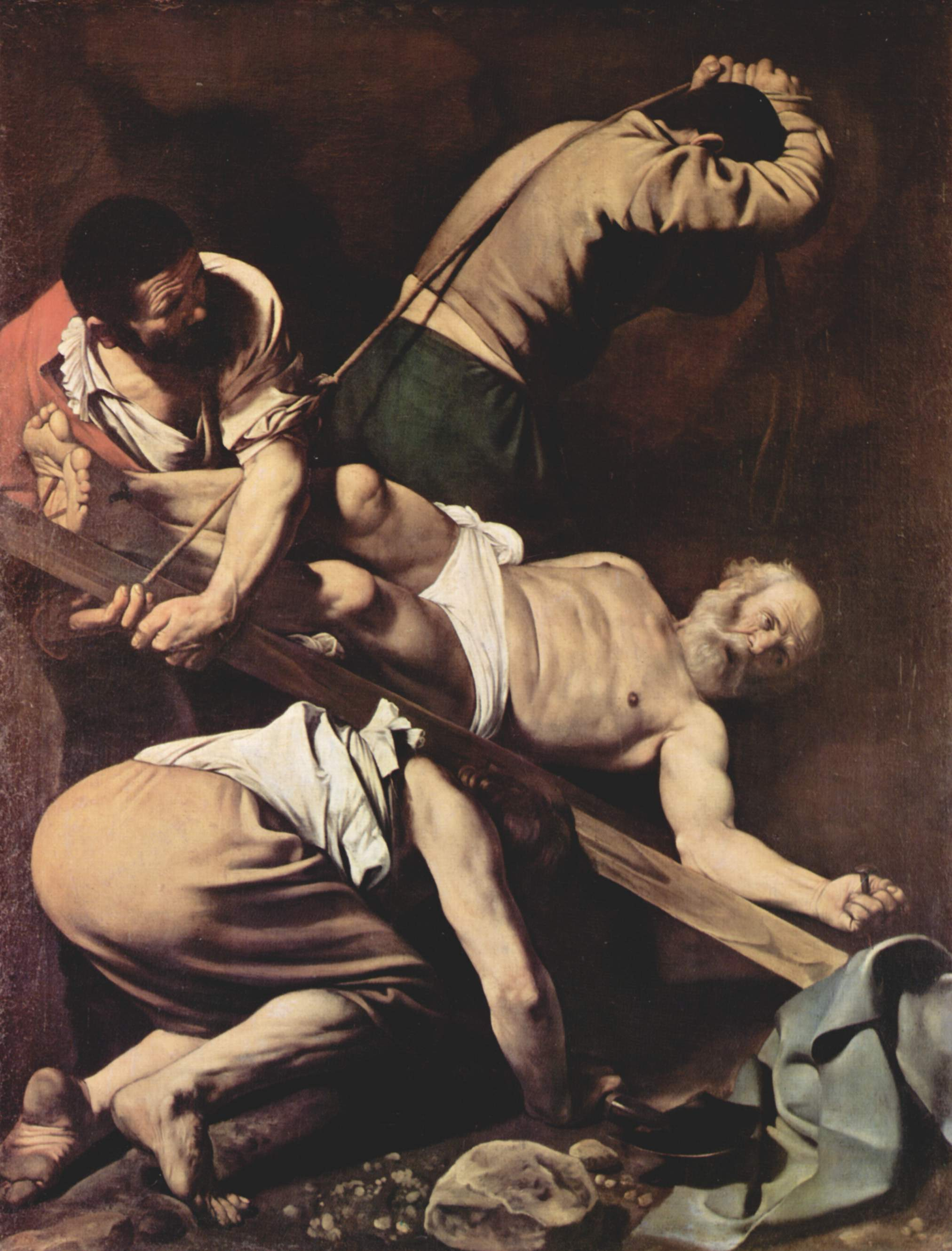
«Распятие Святого Петра». Караваджо (1601)

Согласно описанию святого Симеона Метафраста, апостол Пётр, проповедуя в Анкире Галатийской, воскресил умершего. В описании древнего церковного историка Егесиппа, а также в послании Маркелла Римлянина говорится о воскрешении апостолом Петром юноши царского рода в Риме. Мать юноши пригласила на погребение сына апостола Петра и Симона Волхва, прославленных в народе тем, что они воскрешали умерших. Для доказательства бесовства Симона Волхва (ряд учёных считают, что Симон Волхв из «Деяний» и Симон Волхв — основатель гностической секты — не одно и то же лицо), которого в Риме многие почитали как Бога, апостол Пётр воскресил юношу на глазах многочисленного народа.
По преданию, во время гонения императора Нерона на христиан апостол Пётр был распят на перевёрнутом кресте в 64 году (по другой версии — в 67—68 годах н. э.) вниз головой по его желанию, потому как считал себя недостойным умереть смертью своего Господа.

В досаде на апостола Петра за обращение в христианство двух любимых жён Нерон приказал заключить его в темницу и потом казнить. Незадолго до этого по просьбе верующих Пётр пошёл было ночью вон из Рима, чтобы спастись; но в то время как он выходил из города, ему в видении явился Господь, входящий в Рим. «Господи, куда Ты идёшь?» — спросил Его апостол. «Иду в Рим, чтобы опять быть распятым», — отвечал ему Господь. Пётр понял, что удаление его неугодно Господу, и возвратился в город. Здесь он был взят воинами, заключён в темницу и через несколько дней, в 67 году н. э., казнён.

## Поиски могилы апостола

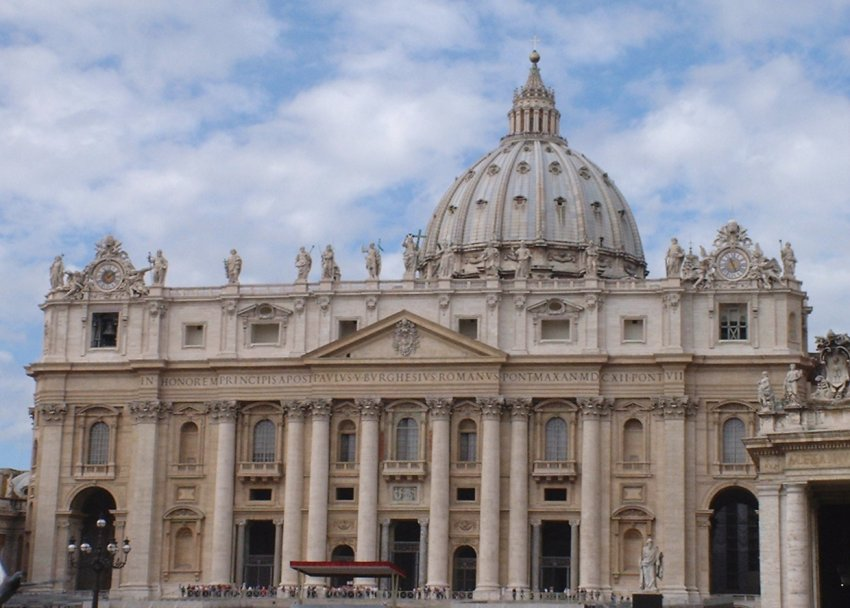
Собор Святого Петра в Ватикане, построенный над предполагаемой могилой апостола Петра

Согласно христианскому преданию, древняя римская базилика Константина располагалась над местом захоронения апостола Петра. Позднее здесь же был построен ватиканский собор Святого Петра. С 1939 по 1949 годы под собором проводились археологические раскопки, которые обнаружили остатки древнего римского кладбища. В 1952 году был опубликован подробный отчёт, свидетельствующий, что одна из могил этого кладбища особо почиталась уже в I—II веках. Дальнейшие работы проводились под руководством итальянского археолога Маргариты Гуардуччи. В 1964 году вышла её книга «Реликвии Святого Петра под исповедальней ватиканской базилики» (Reliquie Di Pietro Sotto La Confessione della Basílica Vaticana), в которой говорилось, что именно в этом месте мог быть похоронен Пётр. В 1968 году папа Павел VI объявил, что, согласно исследованиям учёных, могилу апостола можно считать обнаруженной. Впрочем, некоторые учёные не согласились с его точкой зрения.
Мощи апостола Петра находятся под главным престолом собора Святого Петра в Ватикане.

### «Трофей» апостола Петра

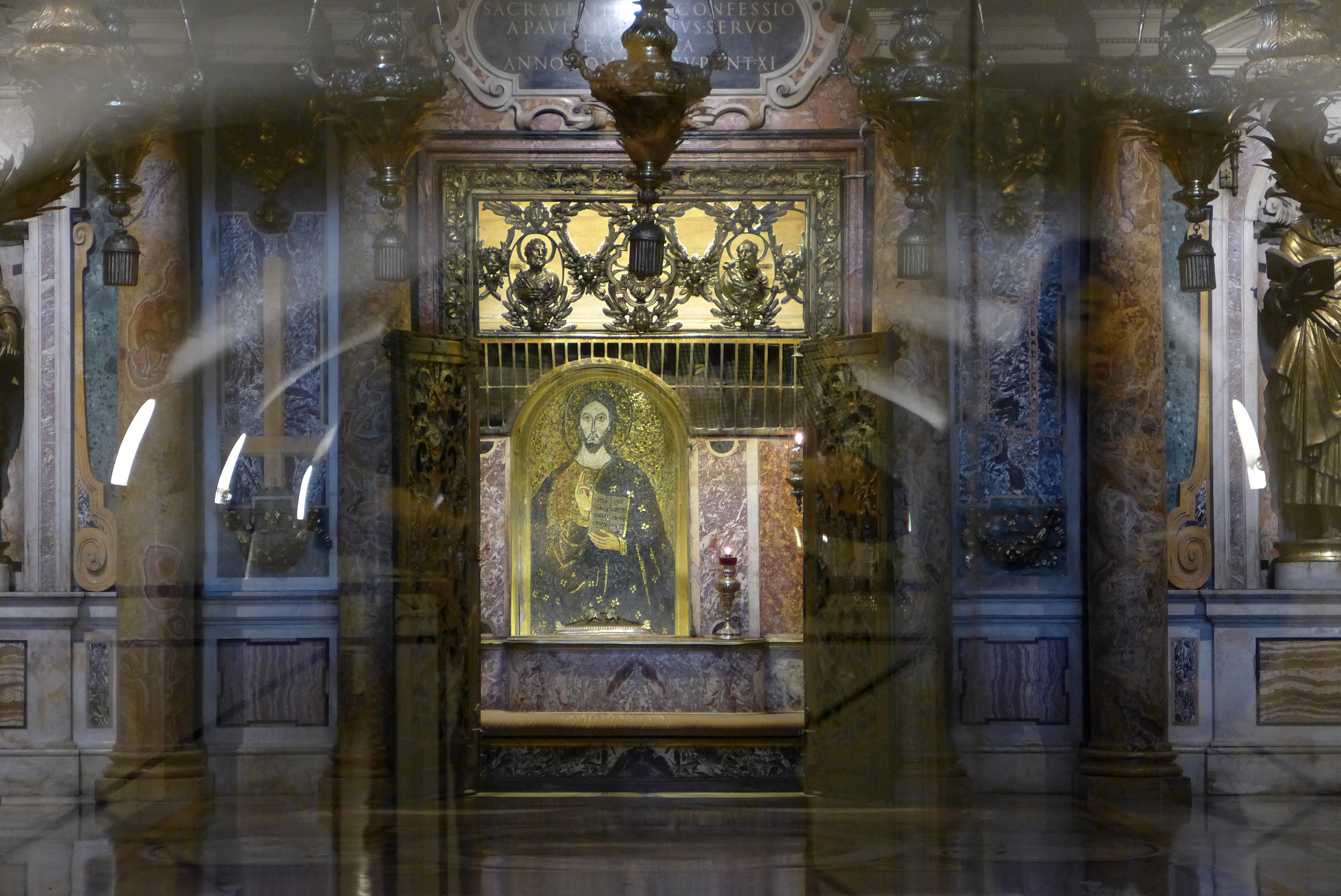
«Исповедальня» апостола Петра (под полом место предполагаемого захоронения апостола)

Для истории Католической церкви и Рима как места пребывания понтифика имеет значение толкование слова «трофей», поскольку некий священник по имени Гай, живший в Риме во второй половине II века, писал, что «трофеи» апостола Петра остались в Ватикане, а «трофеи» апостола Павла были преданы земле у дороги в Остию. На этом была построена теория, превратившаяся практически в догмат, о том, что Пётр, первый папа римский, был похоронен в Ватикане. Сегодня толкователи признают, что слово «трофей» в данном контексте действительно вероятней всего означает «то, что осталось от мучеников». Такие видные учёные как Эрнест Ренан и Гиньебер долгое время считали, что «трофей» означает «памятник». Вероятно также, что слово «тропеум» относится к стенам — постройке, которую возвели вокруг предполагаемого захоронения апостола.

### Критика утверждений о посещении, смерти и погребении Петра в Риме

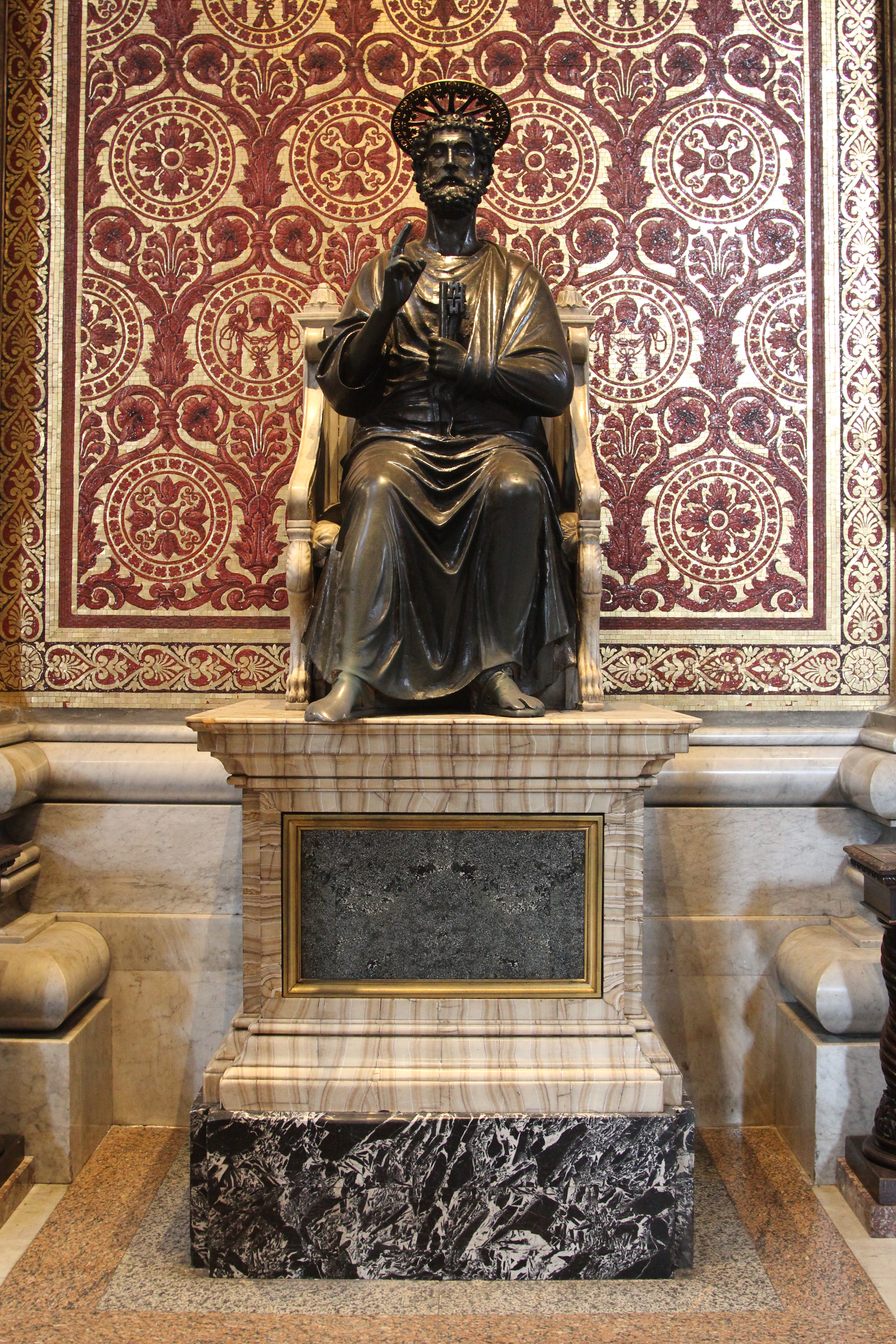
Древняя бронзовая статуя святого Петра в ватиканском соборе Святого Петра.

Ряд критиков отмечает отсутствие каких-либо прямых упоминаний в Священном Писании о том, что Пётр посещал Рим. Об этом, например, не сообщает Иустин Философ, писавший в первой половине II века в Риме.
Исследователь Э. Франк отмечал: «Согласно Гал. 2:9, Пётр, Иаков и Иоанн рукопожатием заключили соглашение с Павлом и Варнавою, что Павел и Варнава проводят свою деятельность среди язычников, а Пётр, Иаков и Иоанн — среди иудеев. Павел, который писал послание к церкви в Риме, в конце его приветствует двадцать семь лиц поимённо, но среди них Пётр не упоминается. Также и во многих посланиях, которые он писал церквам и отдельным лицам, Пётр не упомянут ни одного раза».
При этом о пребывании апостола в Риме пишут раннехристианские авторы: Ориген (III век), Лактанций (нач. IV века), Евсевий Кесарийский («Церковная история», 325 год). Как отмечает шотландский исследователь Александр Хислоп, самое раннее упоминание о пребывании Петра в Риме датируется концом II века, причём это упоминание приведено в сомнительном произведении конца второго — начала третьего столетия под названием «Климентины», где говорится о встрече Петра с Симоном Волхвом. Пётр поставил под сомнение чародейские способности Симона и потребовал доказательств его сверхъестественных способностей. Тогда колдун взлетел в воздух, а Пётр опустил его на землю, да так быстро, что колдун сломал ногу.
Также довод о том, что Пётр не посещал Рим, строится на распределении апостолами мест своей проповеди. Сам Пётр утверждал, что писал своё первое послание из Вавилона (1Петр. 5:13), и, по мнению ряда исследователей, он имел в виду реальный город, а не иносказательное название Рима. Во дни Петра настоящий Вавилон ещё существовал. Кроме того, в Вавилоне была значительная иудейская община.

## Почитание

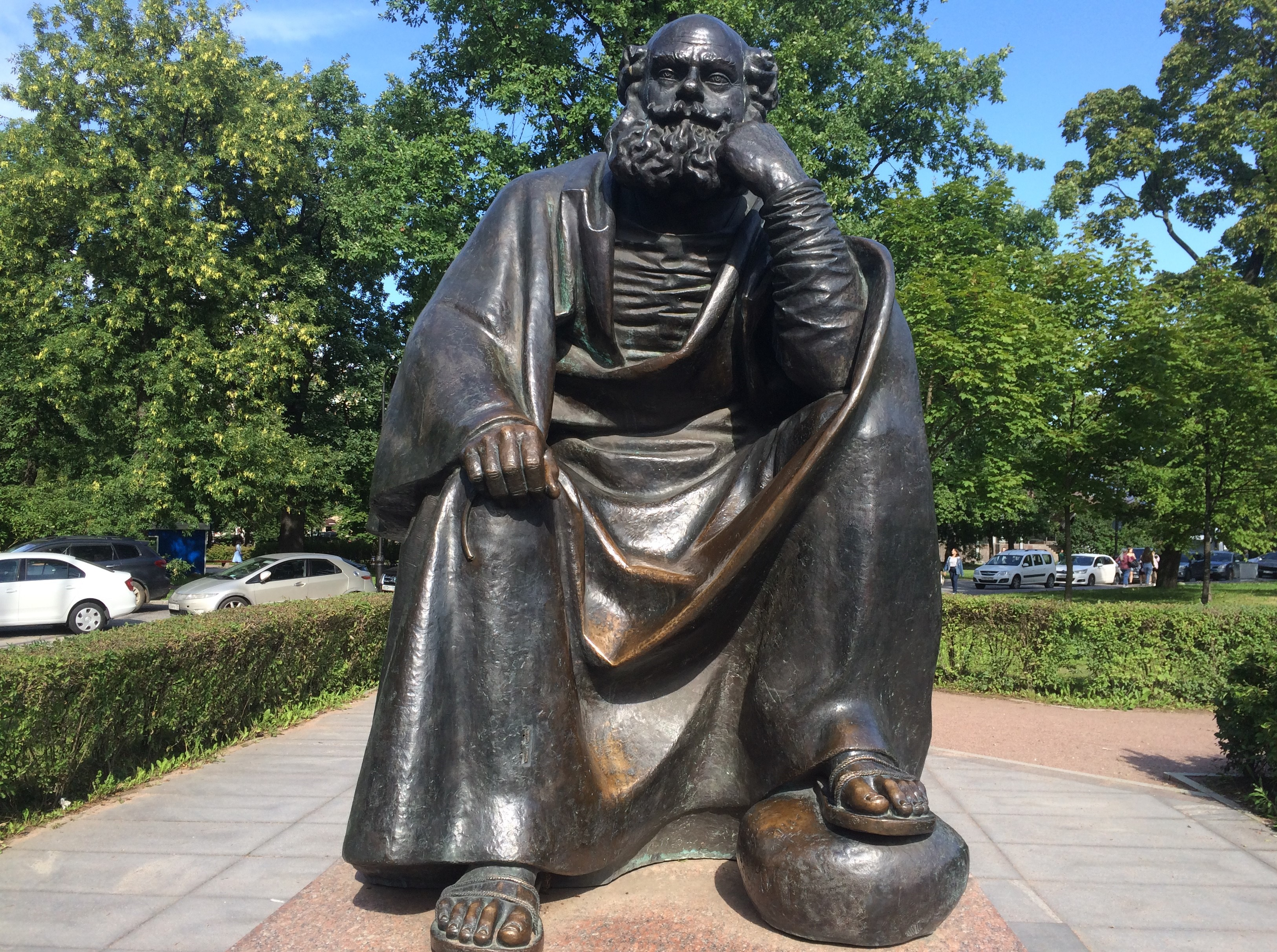
Памятник апостолу Петру, Александровский парк, Санкт-Петербург, скульптор Михаил Дронов, 2008 год

Апостол Пётр почитается в христианстве как один из главных апостолов Христа. В православии и католичестве установлен праздник святых апостолов Петра и Павла как двух наиболее почитаемых апостолов, называемых «первоверховными святыми апостолами» за особо ревностное служение Господу и распространение веры Христовой. Праздник у православных и католиков отмечается 29 июня (для православных церквей, придерживающихся старого стиля, этой дате в XXI веке соответствует 12 июля григорианского календаря). В Римско-католической церкви, согласно церковному преданию, считается, что апостол Пётр был основателем Римской церкви (где почитают его как первого папу).
В его честь назван город Санкт-Петербург (букв. «город Святого Петра»).

## В литературе
- Роман Г. Сенкевича «Камо грядеши» (1896).
- Повесть Л. Андреева «Иуда Искариот» (1907).